# Grégoire Langlois
Grégoire Langlois, né à Lucé dans le Passais (ou à  La Baroche) et mort  le 13 mai 1404  à Séez, est un évêque de Séez du XIVe siècle et du début du XVe siècle.

## Biographie
Langlois, chantre de la Cathédrale du Mans, official de Rouen, devient évêque de Sées en 1378.[réf. nécessaire]
Pendant son épiscopat, les Anglais ravagent le diocèse de Séez et pillent notamment les abbayes de la Trappe et de   Silly en Gouffern. Les religieux du premier de ces monastères sont devenus si pauvres qu'il leur est impossible de payer certaines redevances au pape Boniface IX. Ce pontife fulmine contre eux une sentence d'excommunication, mais sur l'attestation de Grégoire Langlois de  1390, certifiant la misère à laquelle ils sont réduits, ils sont relevés de toute censure.[réf. nécessaire]
On doit à Langlois la fondation de deux collèges, le premier à Paris (collège de Séez), qui n'est  institué qu'en  1427 et auquel il lègue sa bibliothèque, le second à Angers pour les jeunes-gens pauvres de ce diocèse. Il fonda par testament du 13 mai 1404 le collège de Séez, à Paris pour six boursiers, un principal et un chapelain du Passais, soit normand soit manceau ; et un autre collège, dit de Bueil, également pour six boursiers manceaux, un principal et un chapelain, à Angers.
Grégoire Langlois mourut en 1404 et fut inhumé dans sa cathédrale sous un tombeau avec inscription rappelant ses titres et ses fondations. Détruit par les huguenots, ce tombeau fut relevé en 1644 par le principal et les élèves du collège de Paris. Le testament du fondateur, avec l'inventaire de sa bibliothèque et de ses meubles, est conservé aux archives nationales. 
Son remplaçant sur le siège de Séez fit un procès à sa succession pour la réparation des immeubles et la restitution des meubles de l'évêché. Les héritiers de Grégoire Langlois sont représentés par Jean Langlois, curé de Flacé, Jean Langlois, seigneur de Cohon, Jean Lecharpentier, prêtre.
Ses armes : de gueules à trois pommes de pin d'or, étaient sculptées au portail du collège de Paris, et à la clef de voûte de celui d'Angers.

## Famille
Son neveu et et l'un de ses exécuteurs testamentaires sont Jean Langlois[Quoi ?], né à Lonlay. Bachelier en droit civil et canonique, il fut curé de Saint-Céneré ; il était mort en 1458. Avec le concours de Jean Paris, procureur au parlement de Paris, il rédigea le premier règlement du collège, qui fut ouvert le 24 février 1427.

### Sources partielles
- « Grégoire Langlois », dans Alphonse-Victor Angot et Ferdinand Gaugain, Dictionnaire historique, topographique et biographique de la Mayenne, Laval, A. Goupil, 1900-1910 [détail des éditions] (BNF 34106789, présentation en ligne), t. III, Article Langlois, Grégoire
- Archives nationales, M. 191 ; MM. 437 ; X/1a. 9.190, f. 328.
- Jean-Barthélemy Hauréau, Histoire littéraire du Maine, t. VII, p. 2.
- César Egasse Du Boulay, Histoire de l'université de Paris, t. V, p. 382.
- Dictionnaire de la ville de Paris, t. II, p. 464.
- Célestin Port, Dictionnaire de Maine-et-Loire, t. I, p. 78.